# Successor
Successor je první extended play finské power metalové kapely Sonata Arctica vydaný 7. srpna 2000.

## Seznam skladeb
1. FullMoon
2. Still Loving You (Scorpions cover)
3. I Want Out (Helloween cover)
4. San Sebastian
5. Shy
6. Replica (živě)
7. My Land (živě)

Jihoamerická verze
1. UnOpened (živě)
2. FullMoon (živě)
3. 8th Commandment (živě)
4. Letter to Dana (živě)
5. Kingdom for a Heart (živě)

Japonská verze
1. UnOpened (živě)
2. FullMoon (živě)

Francouzská verze
1. 8th Commandment (živě)
2. Letter to Dana (živě)

## Obsazení
- Tony Kakko – zpěv
- Jani Liimatainen – kytara
- Janne Kivilahti – baskytara
- Mikko Härkin – klávesy
- Tommy Portimo – bicí